# Raffaello da Montelupo
Raffaello da Montelupo (c. 1504/1505 – c. 1566/1567), nascido Raffaele Sinibaldi, foi escultor e arquiteto do Renascimento italiano e aprendiz de Michelangelo. Era filho de outro escultor italiano, Baccio da Montelupo. Ambos pai e filho estão perfilados em Vasari - Le vite de' più eccellenti pittori, scultori e architettori (ou, em português, Vidas dos mais excelentes pintores, escultores e arquitetos).

## Trabalho

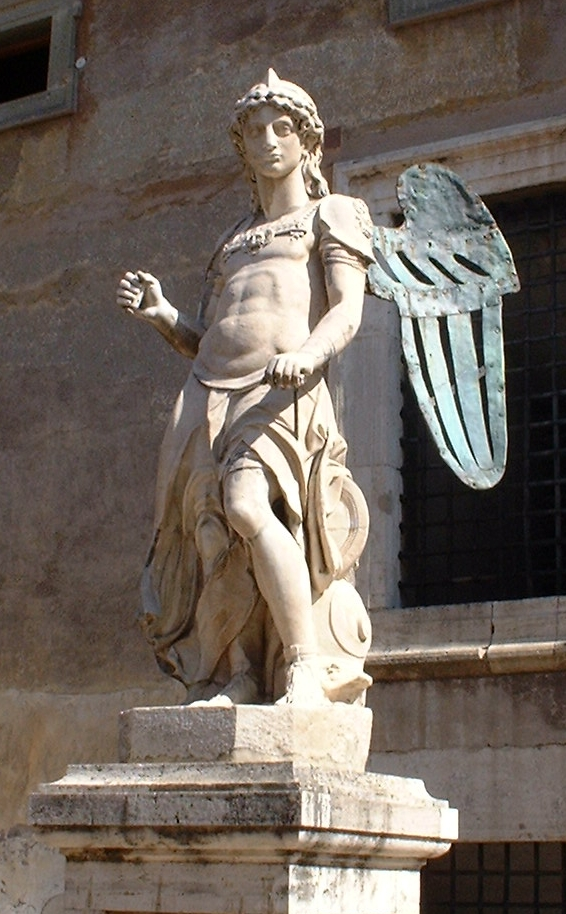
São Miguel (c. 1536) para o topo do Castelo de Santo Ângelo, em Roma.

Raffaello nasceu em Montelupo Fiorentino, perto de Florença.
Como um jovem artista na casa dos vinte anos, ele ajudou Lorenzetto em Roma com a execução das estátuas de Elias e Jonas para a Capela Chigi em Santa Maria del Popolo (em projetos de Rafael). Ele também é atribuído a um relevo de mármore do casamento místico de Santa Catarina (c. 1530), em uma capela de Santa Maria della Consolazione.
Raffaello foi então para Loreto, onde a Visitazione e Adorazione dei Magi (c. 1534) na Basílica da Santa Casa (Chiesa della Casa Santa) são atribuídas a ele (em projetos de Andrea Sansovino).
Pouco depois, de acordo com Vasari, Raffaello começou a trabalhar em Florença com Michelangelo, na Capela dos Medici (Sagrestia Nuova) da Basílica de San Lorenzo, onde criou San Damiano (c. 1534).
Ele voltou a Roma, continuando a trabalhar como escultor sob a direção de Michelangelo. Lá, ele contribuiu para o trabalho no túmulo de Júlio II em San Pietro in Vincoli, e contribuiu (junto com Bandinelli) para o túmulo do Papa Leão X em Santa Maria sopra Minerva.
Para a capela construída por Leão X na fortaleza de Castel Sant'Angelo, Raffaello criou uma Madonna. Além disso, ele esculpiu uma estátua de mármore de São Miguel segurando sua espada, projetada para ficar no topo do Castelo. (A lenda diz que em 590 o Arcanjo apareceu sobre o que era então o mausoléu de Adriano, embainhando sua espada como um sinal do fim da peste romana, emprestando assim à fortaleza seu nome atual). O São Miguel de Raffaello foi mais tarde substituído por uma estátua de bronze do mesmo tema, executada pelo escultor flamengo Peter Anton von Verschaffelt em 1753. Sua versão ainda pode ser vista em tribunal aberto no interior da fortaleza.
Sob o Papa Paulo III, Raffaello foi encarregado de criar quatorze anjos para adornar a Ponte de Santo Ângelo, a ponte que conecta o centro de Roma ao Castelo de Santo Ângelo. Essas esculturas foram posteriormente substituídas por encomenda do Papa Clemente IX em 1669 para novos anjos por Bernini.

Raffaello da Montelupo também trabalhou como arquiteto e, entre outros projetos, fez contribuições escultóricas e arquitetônicas para o Duomo na cidade de Orvieto, na Úmbria, onde se aposentou e mais tarde morreu em 1566/1567. Vasari resumiu Raffaello da Montelupo da seguinte forma:

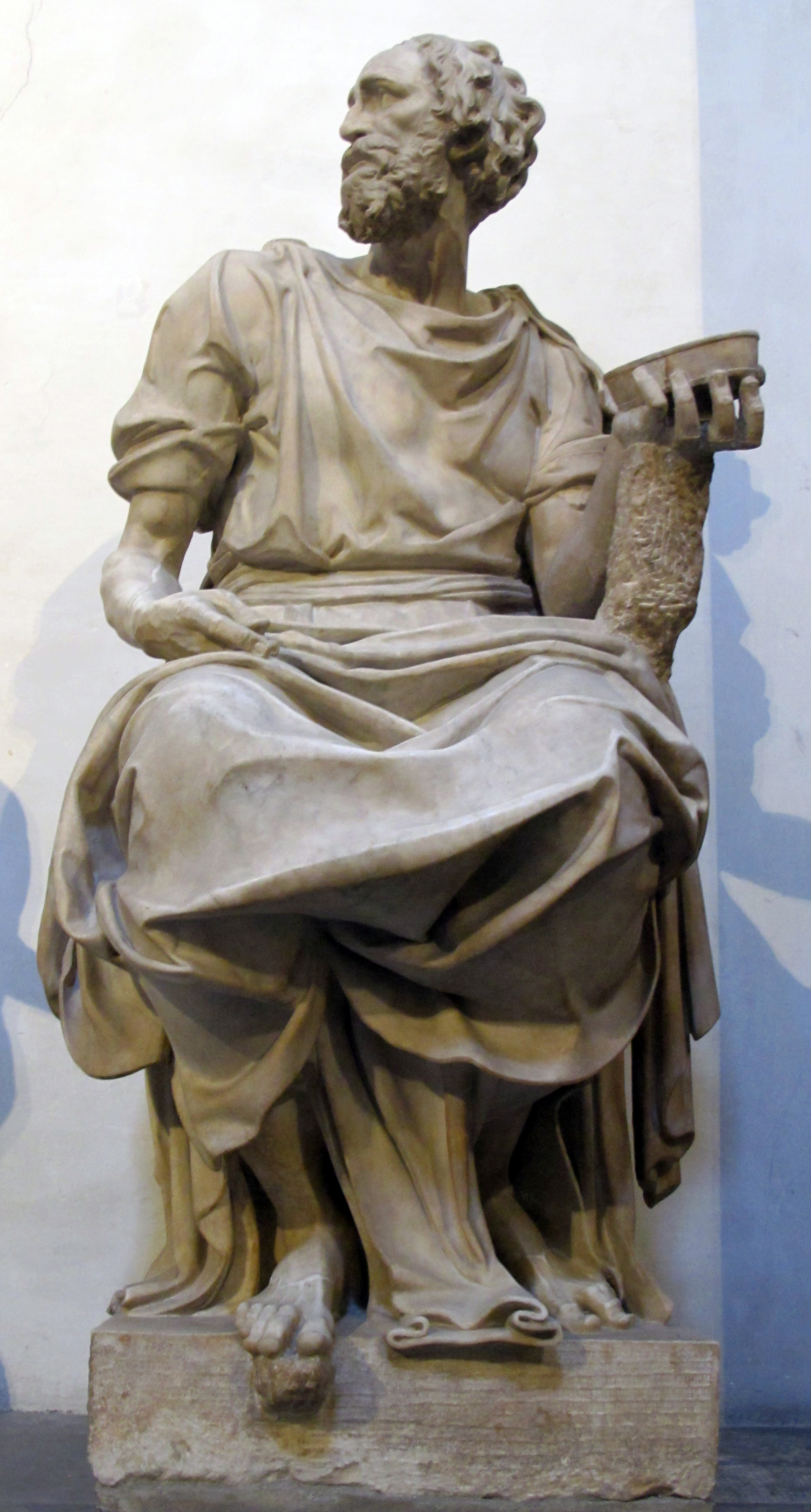
San Damiano (cerca de 1534), criado para a nova sacristia da Basílica de San Lorenzo em Florença.

Acredito que Raffaello, se tivesse empreendido grandes obras, como poderia ter feito, teria executado mais coisas, e melhor, do que ele. Mas ele era muito gentil e atencioso, evitando todo conflito e contentando-se com o que a fortuna o havia fornecido; e assim ele negligenciou muitas oportunidades de fazer obras de distinção. Raffaello era um desenhista muito magistral e tinha um conhecimento muito melhor de todos os assuntos de arte que seu pai Baccio mostrava.

## Autobiografia
Na década de 1560, Raffaello escreveu uma espécie de autobiografia parcial, recontando episódios de sua juventude, o saque de Roma em 1527 pelo exército de Carlos V, o Sacro Imperador Romano, e o trabalho de Montelupo como artista e escultor iniciante durante esse período. Uma menção passageira em sua autobiografia - por meio da descrição do uso de sua mão esquerda para desenhar e escrever - é a única referência contemporânea conhecida à aparente canhotidade natural de seu professor Michelangelo:
Não deixo de dizer que sou canhoto por natureza e, achando aquela mão mais fácil do que a direita, costumava escrever com ela, pois minha professora não se importava, pois ficava satisfeita que minha caligrafia era boa. Por isso, sempre usei a mão esquerda, seja para escrever, seja para fazer alguns desenhos do Morgante, que servia para ler na escola. A partir do momento que segurei a folha no sentido do comprimento, para escrever com a mão esquerda, muitos ficaram espantados, pensando que eu escrevi "all'ebraica" ["estilo hebraico", ou seja, da direita para a esquerda] e que [meu escrita] não pôde ser lido mais tarde. . . . Como já disse, desenho melhor com a mão esquerda, e uma vez, quando me peguei desenhando o "Arco di Trasi al Colosseo" [o Arco de Constantino], Michelangelo e Sebastiano del Piombo passaram e pararam para me olhar. Deve ser prefaciado que ambos, embora naturalmente canhotos, faziam tudo com a mão direita, exceto ações que exigiam força. Então ficaram muito tempo me olhando com grande admiração, porque, pelo que se sabe, os dois nunca fizeram nada com a esquerda [mão].